# Marie-Christine Gerhardt
Marie-Christine Gerhardt (* 7. April 1997) ist eine deutsche Ruderin. Sie gewann die Bronzemedaille bei der Weltmeisterschaft 2019 im Leichtgewichts-Zweier ohne Steuerfrau.

## Karriere
Ihre ersten internationalen Erfahrungen konnte Marie-Christine Gerhardt 2017 bei den U23-Europameisterschaften sammeln. Zusammen mit Sina Schäfer, Lara Richter und Eva-Lotta Niebelsieck gewann sie im Leichtgewichts-Doppelvierer die Silbermedaille hinter den Däninnen. Zusätzlich gingen die vier auch in der offenen Gewichtsklasse an den Start, wo sie hinter den Booten aus Rumänien und Polen die Bronzemedaille gewinnen konnten.
In der Saison 2018 stieg sie mit Janika Kölblin in den Leichtgewichts-Zweier ohne Steuerfrau. Diese Bootsklasse wurde nach längerer Pause 2018 wieder in das Wettkampfprogramm aufgenommen. Es gelang den beiden, sich national durchzusetzen und sich für die U23-Weltmeisterschaft in dieser Bootsklasse zu qualifizieren. Bei der U23-Weltmeisterschaft in Posen gewannen sie dann die Silbermedaille hinter dem Boot aus den Vereinigten Staaten.
Ein Jahr später durften sie in dieser Bootsklasse sogar bei den Weltmeisterschaften in Linz/Ottensheim an den Start gehen und waren damit seit der Weltmeisterschaft 2003 das erste deutsche Boot in diesem Wettbewerb, da Deutschland 2018 diese Bootsklasse nicht besetzt hatte. Hinter den Booten aus den Vereinigten Staaten und Italien konnten sie dieses Mal die Bronzemedaille gewinnen.

## Internationale Erfolge
- 2017: Silbermedaille U23-Europameisterschaften im Leichtgewichts-Doppelvierer
- 2017: Bronzemedaille U23-Europameisterschaften im Doppelvierer
- 2018: Silbermedaille U23-Weltmeisterschaften im Leichtgewichts-Zweier ohne Steuerfrau
- 2019: Bronzemedaille Weltmeisterschaften im Leichtgewichts-Zweier ohne

## Berufsweg
2020 schloss sie ein Sportstudium an der Johannes Gutenberg-Universität Mainz mit dem Bachelor of Arts ab. Seit Januar 2021 ist sie Trainerin beim Mainzer Ruderverein.